# Красногвардейский крановый завод
Красногвардейский крановый завод (до 1952 года Ирбитский завод) — металлургический завод, основанный Саввой Яковлевым в 1776 году на территории современного посёлка Красногвардейского Артёмовского района Свердловской области, в настоящее время выпускающий подъёмно-транспортное оборудование.

## Географическое положение
Завод расположен на реке Ирбит (правый приток реки Ница), в 60 верстах от города Ирбит.

## История создания

### Ирбитский чугуноплавильный и железоделательный завод
Завод был построен по указу Берг-коллегии от 8 января 1776 года Саввой Яковлевичем Яковлевым (Собакиным). К заводу были приписаны лесная дача и 13 рудников. Запущен в 1776 году. В 1787 году завод вошёл в Алапаевский посессионый округ. Руду добывали на 1807 год из 5 действующих рудников, расположенных в 3-25 верстах от завода.
В связи с невыгодностью производства в 1840 году доменное производство было ликвидировано, а чугун стал доставляться с Алапаевского завода. А в 1868—1881 годах завод фактически не работал, выпуская в среднем 1-3 тысяч пудов готового железа. Но в 1884 году была построена домна.
В 1885 году также были запущены углевыжигательные печи в 15-20 верстах от завода в Липовской и Каменской дачах. Благодаря усилиям управляющего Алапаевского округа В. Е. Грум-Гржимайло по проведению мелиоративных работ были осушены торфяные болота и организована добыча торфа.
В 1897 году продукция завода стала отправляться гужевым транспортом за 75 вёрст на железнодорожную станцию города Камышлов и далее покупателям в основном в Сибирь. В 1906 году опять был прекращён выпуск чугуна из-за дороговизны доставки сырья, ликвидировано и пудлингование, осталась только прокатка кровельного железа из мартеновских слитков Алапаевского завода. В 1915 году завод был остановлен.
В 1916 году железнодорожная ветка направления Екатеринбург-Тавда прошла в одной версте от завода, что позволило сократить транспортные расходы.
18 января 1918 года завод был национализирован постановлением Уралсовета и управлялся Алапаевским окружным деловым советом.
В 1918—1924 завод находился на консервации. Пустующие цеха завода занимала организация «Заготскот» под стойловое содержание скота. В 1923 году, заготовив лес, был отремонтированы прудовые береговые укрепления а в 1924 году была собрана вода в заводском пруду.

### Ирбитский металлопрокатный завод
Завод был запущен в 1925 году в составе Уральского горно-металлургического треста «Уралмет». В 1925 году были пущены две прокатные клети. Одну вращала паровая машина старой конструкции механика Ползунова, а другую — водяная турбина «Женваль».
Сутунку завод получал с Алапаевского завода, а топливо использовались дрова и торф.
20 августа 1927 года завод был остановлен по постановлению Комиссии охраны труда, прокатный цех не работал весь 1927 год, шёл ремонт плотины, а в 1929 году назначен к сносу, но работа продолжилась. В 1930 году листопрокатный стан был остановлен, а в 1931 году сутунка почти не поставлялась и завод простаивал. С 1931 года завод постепенно проводил демонтаж оборудования и перемещал на Алапаевский завод, в том числе оборудование кирпичного, ведёрного и механических цехов, станки и металлические изделия. Чугунные балки, железные стропила крыши и чугунный пол доменного цеха были переплавлены. По решению комиссии треста «Уралуголь» в октябре 1931 года завод был перепрофилирован в ремонтно-механический завод по ремонту и изготовлению запасных частей горного оборудования Уралмашзавода. В 1932 году на заводе сооружалась вагранка, шихтовый двор, формовочное отделение и цех для сушки моделей и хранения их. Вагранка отливала тормозные колодки для железной дороги и различную мелочь для населения. В начале 1935 года началось строительство трёх прокатных станов, запускаемые новой паровой машиной фирмы «Зульцер» мощностью в 600 лошадиных сил. В 1939 году была построена узкоколейка.
В годы Великой Отечественной войны
Завод выпускал кровельное железо, чёрные ведра и железные печи, которые шли на фронт для отапливания землянок и блиндажей. Производством «крылышек» к стабилизаторам для мин в основном занимались женщины, а подростки изготавливали парковую арматуру для упаковки снарядов. В 1944 году узкоколейка была заменена на широкую колею.
Послевоенные годы
22 марта 1946 года был освоен выпуск первой лебёдки грузоподъёмностью одна тонна, а всего в 1946 году было выпущено 177 лебёдок г/п 1 т. А 26 июня 1947 года был освоен выпуск первой червячной тали грузоподъёмностью 1 тонна, а в марте 1953 года — первой кран-балки грузоподъёмностью 3 тонны.

### Красногвардейский крановый завод
Постановлением Совет Министров 8 августа 1952 года завод получил новое название «Красногвардейский крановый завод». Завод продолжил выпуск подъёмно-транспортного оборудования. В период с сентября 1953 по ноябрь 1959 года были построены механический цех площадью 900 квадратных метров, сборочный цех — площадью 1560 квадратных метров, склад готовой продукции, подстанция и пожарное депо, позднее был запущен сварочный цех и компрессорная станция, продолжилось строительство понижающей электроподстанции. В августе 1974 года была запущена новая заводская котельная с производительностью 20 тонн пара в час с механизированной углеподачей и шлакоудалением. В мае 1975 года был запущен второй пролёт механического цеха. На 1977—1980 годы был построен цех для сборки, сварки и покраски кранов, двухпролётное легкомонтируемое здание типа «Берлин», литейный цех. В апреле 1994 года завод приватизирован и создано АООТ «Красногвардейский крановый завод». 10 февраля 1996 года АООТ «Красногвардейский крановый завод» преобразовано в ОАО «Красногвардейский крановый завод».

## Оборудование завода
Ирбитский чугуноплавильный и железоделательный завод
Первоначальное оборудование состояло из 2 доменных печей (действующая и запасная), 6 кричных молотов и лесопильной мельницы.
Была возведена плотина длиной в 305,1 метров, шириной в основании 72,5 метра и по верху — 245,4 метра, высотой в 8,5 метра со скопом воды в 2,27 метра. Пруд был длиной в 6 вёрст. Но запаса воды не хватало, и в 1792 году из Ирбитского озера, находящегося в 30 верстах к югу от завода, был прорыт канал в реку Шайтанку, которая впадает в Ирбитский пруд. В 2,5 верстах была возведена дополнительная плотина длиной в 405,4 метра со скопом воды 3,55 метра, сформировав Шайтанский пруд, как водяной резерв Ирбитского завода. Возле Шайтанского пруда была запущена вспомогательная кричная фабрика с 4 молотами.
В 1797 году плотина имела три водовода: один круглого сечения с колодцами для молотовой, два четырёхугольного сечения для доменных печей и лесопильной мельницы. Обе доменные печи были в высоту 9,95 метра, диаметр распара −3,2 метра, диаметр колошника — 2,1 метра, фурмы из горнового камня у каждой печи были диаметром 17,75 сантиметров, цилиндрические чугунные меха. Водяные колёса диаметром 4,2 метра, шириной 1,42 метра. Средний выход чугуна из руды составлял 43 %. Древесный уголь доставлялся до завода с расстояния 12-18 вёрст.
В 1807 году, по данным берг-инспектора П. Е. Томилова, на заводе имелись каменная контора, 2 доменные печи с четырьмя цилиндрическим чугунными мехами при одном водяном колесе, две кричных каменных фабрики с 12 горнами и 11 молотами, 20 — цилиндрических чугунных мехов, 5 — водяных меховых и 11 — боевых колёс, деревянная кузница с 6 горнами, слесарная, меховая мастерская, конюшня, амбар для складирования железа. Производительность выросла до 50-60 пудов чугуна из руды, а железо ковалось полосовое с шириной 3 и толщиной 0,5 дюйма. Прокатка железа осуществлялась с помощью двух дощатых (прокатных) станов и 2 печей.
В 1820-х годах доменная печь была увеличена в высоту до 12,8 метров с новой производительностью до 562 пудов чугуна в сутки, а вторая домна была разобрана. В 1827 году выход чугуна составлял в 55 %, угар — 33 пуда и 9 фунтов на 100 пудов чугуна, а из 1 куб. аршин угля получалось 42 фунта железа или 3 пуда 6 фунтов чугуна.
В 1839 году установлена водяная турбина.
В 1860-х годах на заводе оставались 14 ветхих кричных горна и 2 калильные печи.
В 1885-х годах были ликвидированы старые кричные горны и молоты с водяными колёсами. В 1864 году запущена доменная печь с горячим дутьём, снова запущено пудлингование (поставлены 3 — пудлинговых, 1 — сварочных и 2 — калильных печей).
В 1885 году запущены 4 прокатных стана для кровельного железа с паровыми молотами, действующие от паровой турбины в 30 л. с.
В 1887 году уже было 3 водяных турбины в 165 л. с., 2 паровые машины в 95 л. с. и локомобили.
В 1908—1910 годах были запущены 3 новых прокатных стана, 3 калильных печей, листорезные ножницы, механические станки, паровые котлы и листоотделочные молоты, отремонтирована сварочная листовая машина, рабочий прорез, ларь, корпуса завода, расширен листовой склад с прокладкой рельсового пути, введено газовое освещение.
Ирбитский металлопрокатный завод
После гражданской войны к 1925 году на заводе сохранились 2 кровельных стана «дуо» с 2 прокатными клетями для кровельного листа, 2 листобойных молота, 4 нагревальных печи (2 — листовые, 2 — листобойные).
В октябре 1931 года по данным комиссии треста «Уралуголь» завод имел три каменных помещения (доменный, листопрокатный и листоотделочный цеха), крытые железной кровлей с железными стропилами, каменные складские помещения, деревянные сараи и склады, отремонтированные в 1929 году, заводскую плотину, два пруда и озеро с достаточным запасом воды, водяные турбины мощностью в 25 и 60 л. с., паровую машину мощностью 100 л. с. с двумя паровыми котлами системы Шухова, запасной локомобиль в 12 л. с.

## Численность завода
В 1782 году численность завода составляла 78 мастеровых и работных, привезённых из Невьянского, Бынговского, Алапаевского, Уинского заводов, приписных крестьян не было.
В 1797 году численность завода была уж 80 человек мастеровых, 284 крепостных и 30 вольнонаёмных, а в 1858 году согласно 10-й ревизии — 821 крепостных. В 1887 году на заводе работала 410 рабочих, а на вспомогательных работах — 360. В 1925 году численность резко сократилась до 221 человек (193 рабочих, 16 мастеров и техников, 16 — служащих).

## Собственники завода
Собственниками завода в разные годы были:
- Яковлев, Савва Яковлевич (1776—1784);
- Сергей Саввич Яковлев (1784—);
- 18 января 1918 года завод национализирован.

## Продукция
В 1870—1884 годах завод, получая готовый чугун, выпускал крупные болванки без дальнейшей их обработки.
В 1925/1926 годах было прокатано кровельного железа 3722 тонн, в 1926/1927 годах — 3912 тонн, в 1927/1928 годах — 2964 тонн.
| Год  | Выпуск чугуна, в тыс. пудах | Выпуск железа, в тыс. пудах | Выпуск готового железа, в тыс. пудах |
| ---- | --------------------------- | --------------------------- | ------------------------------------ |
| 1779 | 65,6                        |                             |                                      |
| 1782 | 96,0                        | 12,0                        |                                      |
| 1790 | 40,0                        |                             |                                      |
| 1800 | 128,3                       | 65,7                        |                                      |
| 1807 | 121,2                       | 50,1                        |                                      |
| 1822 | 110,7                       | 63,3                        |                                      |
| 1827 | 165,0                       | 70,0                        |                                      |
| 1837 | 166,3                       | 68,1                        |                                      |
| 1851 |                             | 97,2                        |                                      |
| 1859 |                             | 103,4                       |                                      |
| 1860 |                             | 9,5                         | 35,0                                 |
| 1861 |                             | 142,3                       | 77,8                                 |
| 1862 |                             | 7,3                         | 32,9                                 |
| 1863 |                             | 10,5                        | 47,4                                 |
| 1868 |                             |                             | 1,0                                  |
| 1869 |                             |                             | 3,5                                  |
| 1870 |                             |                             | 0,5                                  |
| 1875 |                             |                             | 1,2                                  |
| 1880 |                             |                             | 1,6                                  |
| 1882 |                             | 83,1                        | 1,9                                  |
| 1883 |                             | 40,1                        | 1,9                                  |
| 1884 | 86,4                        | 40,1                        |                                      |
| 1885 | 168,4                       | 34,9                        |                                      |
| 1890 | 272,7                       | 263,8                       | 143,3                                |
| 1895 | 324,7                       | 354,5                       | 141,6                                |
| 1900 | 189,6                       | 703,7                       | 248,0                                |
| 1901 | 365,8                       | 319,1                       | 191,3                                |
| 1902 | 313,4                       | 263,4                       | 189,4                                |
| 1903 | 322,8                       | 277,8                       | 212,5                                |
| 1904 | 175,7                       | 226,4                       | 188,2                                |
| 1905 | 304,5                       | 71,6                        | 192,6                                |
| 1906 | 138,0                       |                             | 205,1                                |
| 1907 |                             |                             | 179,7                                |
| 1908 |                             |                             | 257,0                                |
| 1909 |                             |                             | 257,0                                |
| 1910 |                             |                             | 398,5                                |
| 1911 |                             |                             | 139,2                                |
| 1912 |                             |                             | 53,1                                 |
| 1913 |                             |                             | 136,8                                |
| 1914 |                             |                             | 120,6                                |
| 1915 |                             |                             | 112,0                                |